# Astaena divergens
Astaena divergens är en skalbaggsart som beskrevs av Frey 1973. Astaena divergens ingår i släktet Astaena och familjen Melolonthidae. Inga underarter finns listade.